# دایانا بورل
دایانا بورل (انگلیسی: Diana Burrell؛ ۲۵ اکتبر ۱۹۴۸ –) آهنگساز اهل بریتانیا بود. وی از سال ۱۹۸۰ میلادی تاکنون مشغول فعالیت می‌باشد.

## زندگی و حرفه
بورل در نوریچ به دنیا آمد، جایی که پدرش که در حرفه معلمی اشتغال داشت، به عنوان دستیار ارگ نواز در کلیسای جامع نوریچ خدمت کرد و قبل از تحصیل در رشته موسیقی در دانشگاه کمبریج در دبیرستان دخترانه نوریچ تحصیل کرد. او کار خود را به عنوان نوازنده ویولا آغاز کرد، اما خیلی زود برای آهنگسازیهایش به شهرت رسید و آهنگساز حرفه‌ای شد. یکی از اولین ساخته‌های او برای جشنواره موسیقی سنت اندلیون در ۱۹۸۰ بود. او قبلاً به‌عنوان نوازنده ویولا شرکت می‌کرد، اما ریچارد هیکوکس، برگزارکننده جشنواره، به او گفت: «باید چیزی برای جشنواره بنویسد». در نتیجه او متن زیادی با استفاده از متون کورنی و لاتین نوشت.
اولین قطعه اصلی ارکستر او منظره (۱۹۸۸) نام داشت. این قطعه حومه‌ای وحشی و بادگیر را توصیف می‌کند. این یکی از برندگان جوایز "Encore" بود که توسط انجمن سلطنتی فیلارمونیک و رادیو بی‌بی‌سی ۳ سازماندهی شده بود.
بورل آثار ارکستری دیگری از جمله کنسرتو برای ویولا، فلوت و کلارینت، برای اپرای آلباتروس (۱۹۹۷)، و بسیاری از آثار گروه کر و موسیقی مجلسی نوشته‌است. او معماری مدرن را دوست دارد و موسیقی او گاهی اوقات این را نشان می‌دهد. او همچنین برای جوانان موسیقی نوشته‌است، مانند Lights and Shadows (1989) که شامل یک گروه کر کودکان، یک گروه ریکوردر و بسیاری از سازهای کوبه‌ای است.
او در مدرسه موسیقی و درام گیلدهال تدریس می‌کند. در ۲۰۰۶ مدیر هنری فستیوال اسپیتال فیلدز در لندن و جانشین جاناتان داو شد. در ۲۰۰۶، به او کمک هزینه تحصیلی از شورای تحقیقات هنر و علوم انسانی در آکادمی سلطنتی موسیقی، برای آهنگسازی مجموعه‌ای از آثار ارگ گروه در طول پنج سال اعطا شد. او در هارویچ، اسکس زندگی می‌کند.

## آثار برگزیده

### ارکستر
- کنسرتو
- دروازه (ارکستر زهی)
- منظره (۱۹۸۸)

### سنفونیا کنسرتانت
- کنسرتو کلارینت (۱۹۹۶)
- کنسرتو فلوت (۱۹۹۷)
- کنسرتو ویولا … (۱۹۹۴)

### اپرا
- آلباتروس (۱۹۸۷؛ اولین بار در کالج موسیقی ترینیتی، ۱۹۹۷)

### گروه کر
- Alleluia (SATB choir)
- Ave Verum Corpus (SATB choir)
- Benedicam Dominum (SSATB and organ)
- Come and See/Christ Child (piano and unison voice)
- Creator/Stars of Night (SATB choir, English Horn, Organ* Pedals)
- Hymn to Wisdom (SATB choir)
- Magnificat/Nunc (for treble voices and piano)
- Michael's Mass (for unison voice and piano)
- Missa Sancte Endeliente (1980)
- Heil’ger Geist in’s Himmels Throne (1993, SATB choir,* organ and percussion)[۳]